# The Trouble with Harry
The Trouble with Harry is een Amerikaanse film van Alfred Hitchcock uit 1955, uit de studio's van Paramount Pictures, Hollywood. De film is gebaseerd op een roman van Jack Trevor Story. Hitchcock wordt gecrediteerd als regisseur en producent. Het screenplay is van John Michael Hayes, die in 1954 het script van Rear Window en eerder in '55 To Catch a Thief had geschreven, en in '56 nog zou meewerken aan The Man Who Knew Too Much.
De film is een van de weinige Hitchcock's zonder de spanning van een thriller, maar de plot is wel aangeduid als een zwarte komedie. De première vond plaats in de Verenigde Staten op 3 oktober 1955.

## Verhaal
De film speelt in een niet bij naam genoemd plattelandsdorpje in Vermont, waar op een dag het lijk van een man genaamd Harry wordt gevonden. Hij ligt dood in het bos met een bebloed voorhoofd.
De bewoners maken zich meer zorgen over wat ze met het lijk moeten aanvangen dan de vraag hoe en door wie Harry gedood is. Noch zijn weduwe Jennifer Rogers, noch iemand anders lijkt begaan met zijn verscheiden, maar de schuldvraag zorgt voor een etmaal vol samenzwering en gezeul met het lijk. Dit zorgt voor een komische samenloop van omstandigheden waardoor diverse inwoners van het dorp denken de dader te zijn. Zo denkt bijvoorbeeld kapitein Albert Wiles dat hij Harry per ongeluk heeft doodgeschoten bij het jagen op konijnen, en Ivy Gravely dat Harry is gestorven nadat ze hem een dreun had verkocht met een van haar wandelschoenen. Tegelijkertijd proberen ze het lijk verborgen te houden voor de sherriff, Calvin Wiggs.
Uiteindelijk blijkt Harry een natuurlijke dood te zijn gestorven.

## Rolverdeling
| Acteur           | Personage            | Opmerkingen   |
| ---------------- | -------------------- | ------------- |
| Edmund Gwenn     | Captain Albert Wiles |               |
| Shirley MacLaine | Jennifer Rogers      |               |
| John Forsythe    | Sam Marlowe          | Kunstschilder |
| Mildred Natwick  | Miss Graveley        |               |
| Mildred Dunnock  | Mrs Wiggs            |               |
| Royal Dano       | Calvin Wiggs         | Hulp sheriff  |
| Parker Fennelly  | Miljonair            |               |
| Dwight Marfield  | Dr Greenbow          | Dorpsdokter   |

Hitchcock heeft 22 minuten na het begin van de film een cameo als een man die langs een limousine loopt, terwijl een oudere man naar schilderijen in een stalletje langs de weg kijkt.

## Achtergrond
The Trouble With Harry was een van Hitchcock’s weinige “echte” comedies.
De muziek van Bernard Herrmann luidde een harmonieuze en vruchtbare samenwerking in. Herrmann zou negen jaar samenwerken met de "Master of Suspense" en componeerde onder meer voor Alfred Hitchcock Presents, Vertigo (1958), North by Northwest (1959), Psycho (1960) en The Birds (1963).
De ontvangst door filmrecensenten in de pers was matig en de film was geen groot commercieel succes, maar sommige filmhistorici zien in het camerawerk toch een van Hitchcock's meest geslaagde werken.
 In Engeland en Rome was de film gedurende een jaar in de bioscopen te zien, en in Frankrijk gedurende anderhalf jaar.
Na de originele bioscoopuitgave was de film bijna 30 jaar lang niet beschikbaar voor het publiek. Pas nadat Hitchcock in 1984 de rechten op de film terugkocht werd deze alsnog op video uitgebracht.

## Prijzen en nominaties
In 1957 werd “The Trouble with Harry” genomineerd voor 3 prijzen:
- Twee BAFTA Film Awards (Best Film from any Source en Beste actrice)
- De DGA Award voor Outstanding Directorial Achievement in Motion Pictures

In 2005 werd de film genomineerd voor een Satellite Award voor Outstanding Classic DVD.